# Nyctemera confusum
Nyctemera confusum là một loài bướm đêm thuộc phân họ Arctiinae, họ Erebidae.